# Bedworth
Bedworth est une ville de marché anglaise située dans le Warwickshire.